# Rockin’ the Joint
Rockin’ the Joint – czwarty album koncertowy zespołu Aerosmith wydany w 2005 roku.

## Lista utworów
1. "Good Evening Las Vegas"
2. "Beyond Beautiful"
3. "Same Old Song and Dance"
4. "No More No More"
5. "Seasons of Wither"
6. "Light Inside"
7. "Draw The Line"
8. "I Don’t Want to Miss a Thing"
9. "Big Ten Inch record"
10. "Rattlesnake Shake"
11. "Walk This Way"
12. "Train Kept a Rollin'"